# 沃蘇什卡河

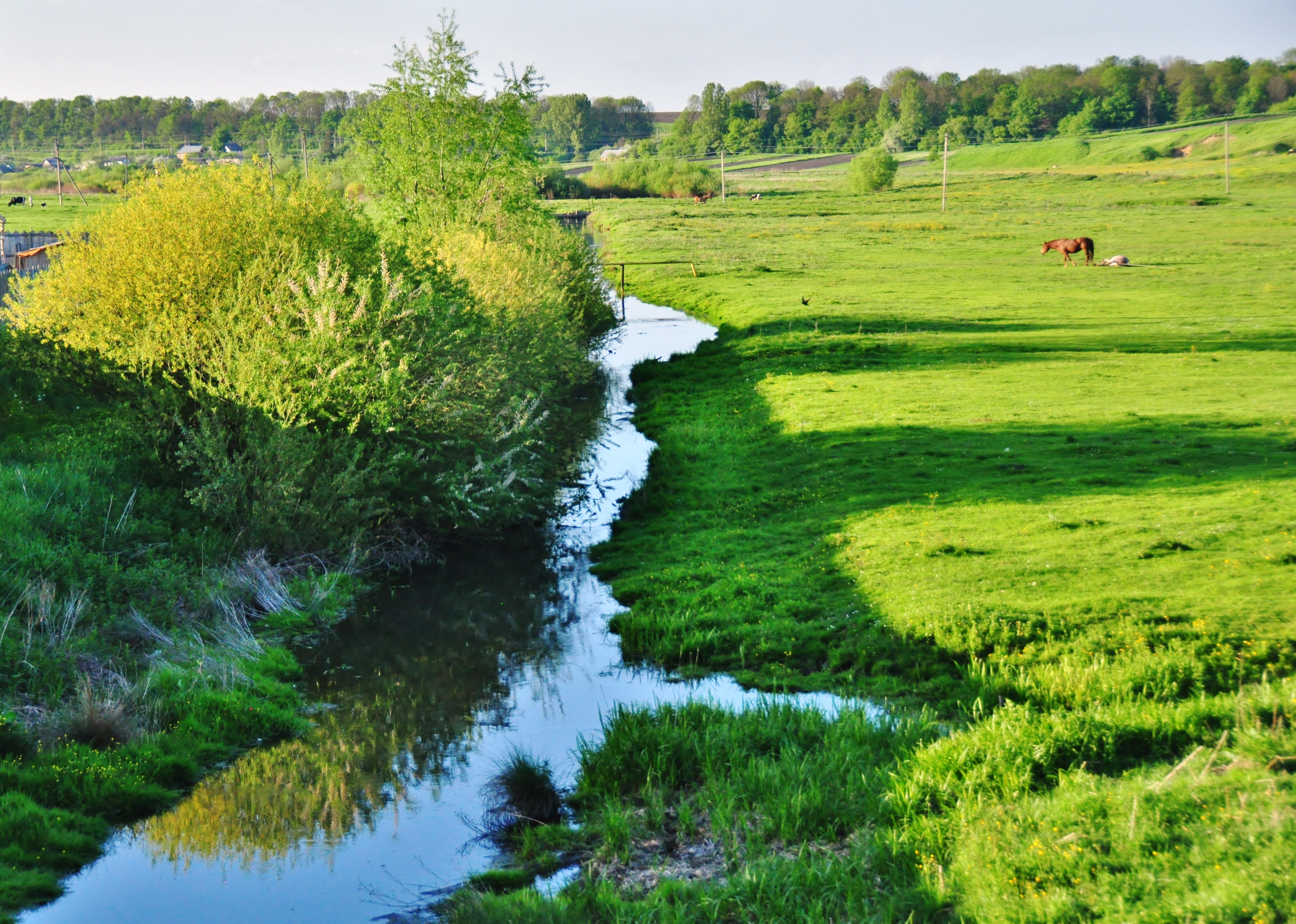

沃蘇什卡河（烏克蘭語：Восушка），是烏克蘭的河流，位於該國西部，屬於斯特里帕河的左支流，流經捷爾諾波爾州，河道全長34公里，流域面積187平方公里。